# Christopher Alexander
Pour les articles homonymes, voir Chris Alexander et Alexander.
 (mai 2021).
Si vous disposez d'ouvrages ou d'articles de référence ou si vous connaissez des sites web de qualité traitant du thème abordé ici, merci de compléter l'article en donnant les références utiles à sa vérifiabilité et en les liant à la section « Notes et références ».
Christopher Alexander, né le 4 octobre 1936 à Vienne en Autriche et mort le 17 mars 2022, est un anthropologue et un architecte américain d'origine autrichienne qui a retrouvé et perfectionné la théorie des Pattern languages. Ce concept de pattern, traduisible au mieux en motif, mais aussi en modèle ou type, permet des applications dans tous les processus de conception de formes dans les arts aussi bien qu'en ingénierie. Il a d'abord été utilisé dans le domaine de l'anthropologie et de l'histoire de l'art (les modèles culturels de Margaret Mead), puis dans celui du design (les types architecturaux), ensuite en informatique.
Sa théorie des patrons de conception ou des types culturels remet en question l'idée qu'il puisse y avoir une création ou une invention originale et individuelle dans le domaine de la conception. Les formes culturelles, qu'elles soient artistiques, mathématiques, littéraires ou juridiques, sont des idéaux transhistoriques (les types ou modèles) vers lesquels tendent les créations individuelles (les œuvres) qui ne sont que l'actualisation d'un processus de création qui reste collectif et transcende toutes les contributions individuelles. Ainsi, la valeur d'une œuvre singulière ne réside pas dans une originalité qui consisterait à s'éloigner de tout ce qui est connu, mais au contraire dans le fait d'approcher et de se conformer le plus possible à la forme idéale, au modèle culturel, et à le révéler en dépassant ses incarnations antérieures.
Longtemps professeur de l'Université de Californie à Berkeley, il a conçu et réalisé plus de 200 complexes architecturaux en Californie, au Japon et au Mexique. Ses théories permettent une méthode de conception architecturale, fondée d'une part sur les besoins et les attentes fonctionnelles, d'autre part sur les motifs culturels.

## Biographie
Christopher Alexander grandit en Angleterre. Son parcours universitaire débuta en 1954 dans le domaine des sciences avec l'attribution d'une bourse de chimie et de sciences physiques au Trinity College de l'université de Cambridge. Il fut ensuite amené à poursuivre dans les mathématiques, domaine où il obtint une licence en architecture et une maîtrise en mathématiques. Passé son doctorat d'architecture à Harvard où il fut élu membre du Collège Universitaire, il travailla au MIT sur le transport optimal de masse, ainsi qu'en informatique et en sciences cognitives. Élu membre de l'American Academy of Arts and Sciences en 1996 pour ses contributions en architecture, il devint professeur d'architecture à Berkeley en 1963 et enseigne sans interruption depuis lors.

## Travaux

### Œuvres
- The Nature of Order : An Essay on the Art of Building and the Nature of the Universe est son dernier ouvrage Il y élabore une nouvelle théorie de la nature de l'espace et montre comment sa théorie influe sur la conception de l'architecture et de l'urbanisme.
- Le livre The Timeless Way of Building que l'on pourrait traduire par « l'art de la construction intemporelle », décrit les bénéfices que peuvent apporter ces méthodes :
- A Pattern Language: Towns, Buildings, Construction décrit un système architectural concret sous une forme qu'un mathématicien théorique ou un scientifique informatique appellerait grammaire générative également appelée théorie des types depuis Antoine Quatremère de Quincy.

### Constructions
Parmi les édifices les plus notables d'Alexander, on trouve le Eishin Campus construit près de Tokyo; Le West Dean Visitors Centre dans le Sussex ; le Julian Street Inn (foyer de sans-abris) à San José (Californie) (tous deux décrits dans Nature of Order) ; la Martinez House (une maison expérimentale à Martinez (Californie) faite de ciment allégé) ; et les maisons à bas prix de Mexicali, Mexico (décrites dans The Production of Houses).

## Influence

### Science de l'information
Le livre d'Alexander, Notes on the Synthesis of Form était un incontournable des chercheurs en science de l'information jusque dans les années 1960.  Les concepts et orientations mathématiques d'Alexander étaient similaires à ceux de Edsger Dijkstra et de son influent A Discipline of Programming.
Un des effets les plus connus du livre A Pattern Language est le mouvement des design patterns. La philosophie d'Alexander concernant une conception incrémentale, organique et cohérente, a aussi influencé le mouvement de l'extreme programming.

## Distinctions
- 2008 : docteur honoris causa de l'université de Hasselt[3]

## Publications
- A Pattern Language: Towns, Buildings, Construction, avec Sara Ishikawa et Murray Silverstein, 1977, Oxford University Press ;
- The Production of Houses ;
- A New Theory of Urban Design ;
- A Foreshadowing of 21st Century Art, The Geometry of Very Early Turkish Carpets ;
- The Mary Rose Museum ;
- Notes on the Synthesis of Form, trad. fr. De la synthèse de la forme, 1974, Paris, Dunod ;
- A Pattern Language ;
- The Timeless Way of Building ;
- The Oregon Experiment ;
- The Linz Cafe ;
- Community and Privacy ;
- The Nature of Order Book 1: The Phenomenon of Life ;
- The Nature of Order Book 2: The Process of Creating Life ;
- The Nature of Order Book 3: A Vision of a Living World ;
- The Nature of Order Book 4: The Luminous Ground.